# Kaarst
Kaarst er en by i den tyske delstat Nordrhein-Westfalen vest for Düsseldorf. Byen har 42.193 indbyggere.